# Saison 1975-1976 de la LIH
Saison précédente Saison suivante
La Saison 1975-1976 est la trente-et-unième saison de la ligue internationale de hockey.
Les Gems de Dayton remportent la Coupe Turner en battant les Flags de Port Huron en série éliminatoire.

## Saison régulière
Avant le début de la saison régulière, les Capitols de Des Moines cesse leurs activités en raison de problème financé.

### Classement de la saison régulière
Pour les significations des abréviations, voir Statistiques du hockey sur glace.
| Clt   | Équipe              | PJ | V  | D  | N  | BP  | BC  | Pts |
| ----- | ------------------- | -- | -- | -- | -- | --- | --- | --- |
| +001, | Gears de Saginaw    | 78 | 43 | 26 | 9  | 339 | 293 | 95  |
| +002, | Flags de Port Huron | 78 | 36 | 31 | 11 | 304 | 291 | 83  |
| +003, | Generals de Flint   | 78 | 34 | 30 | 14 | 285 | 254 | 82  |
| +004, | Mohawks de Muskegon | 78 | 34 | 31 | 13 | 260 | 238 | 81  |
| +005, | Wings de Kalamazoo  | 78 | 27 | 41 | 10 | 273 | 326 | 64  |

| Clt   | Équipe                | PJ | V  | D  | N  | BP  | BC  | Pts |
| ----- | --------------------- | -- | -- | -- | -- | --- | --- | --- |
| +001, | Gems de Dayton        | 78 | 47 | 21 | 10 | 340 | 240 | 104 |
| +002, | Komets de Fort Wayne  | 78 | 28 | 36 | 14 | 289 | 309 | 70  |
| +003, | Goaldiggers de Toledo | 78 | 27 | 37 | 14 | 269 | 293 | 68  |
| +004, | Owls de Columbus      | 78 | 24 | 47 | 7  | 251 | 366 | 55  |

- Champion de la saison régulière
- Champion de division
- Qualifié pour les séries éliminatoires

### Meilleurs pointeurs
| Joueur            | Équipe          | PJ | B  | A  | Pts | Pun |
| ----------------- | --------------- | -- | -- | -- | --- | --- |
| Len Fontaine      | Port Huron      | 74 | 53 | 59 | 112 | 57  |
| Kirk Bowman       | Flint           | 78 | 44 | 63 | 107 | 12  |
| Mike Wanchuk      | Kalamazoo       | 78 | 53 | 38 | 91  | 12  |
| Terry McDougall   | Fort Wayne      | 77 | 35 | 53 | 88  | 6   |
| Brian Kinsella    | Dayton          | 74 | 43 | 45 | 88  | 43  |
| Sid Veysey        | Fort Wayne      | 73 | 36 | 51 | 87  | 97  |
| Paul Evans        | Saginaw         | 78 | 32 | 53 | 85  | 65  |
| Dan Newman        | Port Huron      | 75 | 39 | 45 | 84  | 114 |
| Jim Johnston      | Saginaw/Flint   | 79 | 35 | 47 | 82  | 44  |
| Mike Powers       | Columbus/Dayton | 76 | 33 | 48 | 81  | 34  |
| Dennis Desrosiers | Saginaw         | 69 | 40 | 41 | 81  | 254 |

## Séries éliminatoires
La participation des équipes se fait au total de points obtenu lors de la saison régulière.

### Tableau
|  | Quarts de finale      | Quarts de finale     |                     |   | Demi-finales | Demi-finales |  |  | Finale | Finale |
|  | Quarts de finale      | Quarts de finale     |                     |   | Demi-finales | Demi-finales |  |  | Finale | Finale |
|  |                       |                      |                     |   |              |              |  |  |        |        |
|  |                       |                      |                     |   |              |              |  |  |        |        |
|  |                       |                      |                     |   |              |              |  |  |        |        |
|  | Gears de Saginaw      | 4                    |                     |   |              |              |  |  |        |        |
|  | Gears de Saginaw      | 4                    |                     |   |              |              |  |  |        |        |
|  | Mohawks de Muskegon   | 1                    |                     |   |              |              |  |  |        |        |
|  | Mohawks de Muskegon   | 1                    | Gears de Saginaw    | 0 |              |              |  |  |        |        |
|  |                       |                      | Gears de Saginaw    | 0 |              |              |  |  |        |        |
|  |                       | Flags de Port Huron  | 4                   |   |              |              |  |  |        |        |
|  | Flags de Port Huron   | Flags de Port Huron  | 4                   | 4 |              |              |  |  |        |        |
|  | Flags de Port Huron   |                      |                     | 4 |              |              |  |  |        |        |
|  | Generals de Flint     | 0                    |                     |   |              |              |  |  |        |        |
|  | Generals de Flint     | 0                    | Flags de Port Huron | 0 |              |              |  |  |        |        |
|  |                       |                      | Flags de Port Huron | 0 |              |              |  |  |        |        |
|  |                       | Gems de Dayton       | 4                   |   |              |              |  |  |        |        |
|  | Gems de Dayton        | Gems de Dayton       | 4                   | 4 |              |              |  |  |        |        |
|  | Gems de Dayton        |                      |                     | 4 |              |              |  |  |        |        |
|  | Wings de Kalamazoo    | 2                    |                     |   |              |              |  |  |        |        |
|  | Wings de Kalamazoo    | 2                    | Gems de Dayton      | 4 |              |              |  |  |        |        |
|  |                       |                      | Gems de Dayton      | 4 |              |              |  |  |        |        |
|  |                       | Komets de Fort Wayne | 1                   |   |              |              |  |  |        |        |
|  | Komets de Fort Wayne  | Komets de Fort Wayne | 1                   | 4 |              |              |  |  |        |        |
|  | Komets de Fort Wayne  |                      |                     | 4 |              |              |  |  |        |        |
|  | Goaldiggers de Toledo | 0                    |                     |   |              |              |  |  |        |        |
|  | Goaldiggers de Toledo | 0                    |                     |   |              |              |  |  |        |        |

### Effectifs de l'équipe championne
Voici l'effectif des Gems de Dayton, champion de la Coupe Turner 1976:
- Entraîneur : Tom McVie.
- Joueurs : Tim Ampleford, Les Auge, Jim Bannatyne, Larry Bolonchuk, Murray Fleck, Stan Jonathan, Brian Kinsella, Gord Lane, Blair MacKasey, Paul Nicholson, Jack Patterson, Jim Pettie, Mike Powers, Bill Riley, Steve Self, Brian Stapleton.

## Trophée remis
| Trophée               | Description                       | Vainqueur       |
| --------------------- | --------------------------------- | --------------- |
| Coupe Turner          | Champion des séries éliminatoires | Gems de Dayton. |
| Trophée Fred-A.-Huber | Champion de la saison régulière   | Gems de Dayton. |

| Trophée                  | Description                                         | Vainqueur                           |
| ------------------------ | --------------------------------------------------- | ----------------------------------- |
| Trophée Leo-P.-Lamoureux | Meilleur pointeur                                   | Len Fontaine, Flags de Port Huron.  |
| Trophée James-Gatschene  | Meilleur joueur                                     | Len Fontaine, Flags de Port Huron.  |
| Trophée Garry-F.-Longman | Meilleur joueur recrue                              | Sid Veysey, Komets de Fort Wayne.   |
| Trophée des gouverneurs  | Meilleur défenseur                                  | Murray Flegel, Mohawks de Muskegon. |
| Trophée James-Norris     | Gardien avec la plus faible moyenne de buts alloués | Don Cutts, Mohawks de Muskegon.     |